# Supertungvikt i grekisk-romersk stil i brottning vid olympiska sommarspelen 1984
Herrarnas brottningsturnering i grekisk-romersk stil i viktklassen supertungvikt vid olympiska sommarspelen 1984 avgjordes i Anaheim Convention Center i Anaheim. 

## Medaljörer
| Klass         | Guld                | Silver                        | Brons                       |
| Supertungvikt | Jeff Blatnick · USA | Refik Memišević · Jugoslavien | Victor Dolipschi · Rumänien |

## Resultat
- TO — Vinst genom fall
- SP — Vinst genom överlägsenhet, 12-14 poängs skillnad, förloraren med poäng
- SO — Vinst genom överlägsenhet, 12-14 poängs skillnad, förloraren utan poäng
- ST — Vinst genom teknisk överlägsenhet, 15 poäng skillnad
- PP — Vinst genom poäng, förloraren med tekniska poäng
- PO — Vinst genom poäng, förloraren utan tekniska poäng
- PA — Vinst genom att motståndaren skadas
- DQ — Vinst genom förverkande
- D2 — Båda brottarna diskvalificerade på grund av passivitet  (0-0 poäng)
- DNA — Dök inte upp
- L — Förluster
- ER — Elimineringsrunda
- CP — Klassificeringspoäng
- TP — Tekniska poäng

- PA — Vinst genom att motståndaren skadats

### Elimineringsrunda

#### Pool A
| L              |                           | CP       | TP       |                           | L        |          |
| Omgång 1       | Omgång 1                  | Omgång 1 | Omgång 1 | Omgång 1                  | Omgång 1 | Omgång 1 |
| -------------- | ------------------------- | -------- | -------- | ------------------------- | -------- | -------- |
| 0              | Jeff Blatnick (USA)       | 3-0 P1   | 5:12     | Refik Memišević (YUG)     | 1        |          |
| 0              | Panayotis Pikilidis (GRE) | 3-1 PP   | 11-7     | Masaya Ando (JPN)         | 1        |          |
| Omgång 2       |                           |          |          |                           |          |          |
| 1              | Jeff Blatnick (USA)       | 1-3 PP   | 3-4      | Panayotis Pikilidis (GRE) | 0        |          |
| 1              | Refik Memišević (YUG)     | 3-0 P1   | 4:52     | Masaya Ando (JPN)         | 2        |          |
| Sista omgången |                           |          |          |                           |          |          |
|                | Jeff Blatnick (USA)       | 3-0 P1   | 5:12     | Refik Memišević (YUG)     |          |          |
|                | Jeff Blatnick (USA)       | 1-3 PP   | 3-4      | Panayotis Pikilidis (GRE) |          |          |
|                | Refik Memišević (YUG)     | 3.5-0 PS | 5:27     | Panayotis Pikilidis (GRE) |          |          |

| Brottare                  | L | ER | CP | Sista |
| ------------------------- | - | -- | -- | ----- |
| Jeff Blatnick (USA)       | 1 | -  | 4  | 4     |
| Refik Memišević (YUG)     | 1 | -  | 3  | 3.5   |
| Panayotis Pikilidis (GRE) | 0 | -  | 6  | 3     |
| Masaya Ando (JPN)         | 2 | 2  | 1  |       |

#### Pool B
| L              |                        | CP       | TP       |                        | L        |          |
| Omgång 1       | Omgång 1               | Omgång 1 | Omgång 1 | Omgång 1               | Omgång 1 | Omgång 1 |
| -------------- | ---------------------- | -------- | -------- | ---------------------- | -------- | -------- |
| 1              | Antonio La Penna (ITA) | 1-3 DC   | 0-0      | Hassan El-Hadad (EGY)  | 0        |          |
| 1              | Victor Dolipschi (ROU) | 0-0 DQ   | 4:52     | Tomas Johansson (SWE)  | 1        |          |
| Omgång 2       |                        |          |          |                        |          |          |
| 2              | Antonio La Penna (ITA) | 0-4 TF   | 4:24     | Victor Dolipschi (ROU) | 1        |          |
| 1              | Hassan El-Hadad (EGY)  | 0-4 TF   | 0:22     | Tomas Johansson (SWE)  | 1        |          |
| Sista omgången |                        |          |          |                        |          |          |
|                | Victor Dolipschi (ROU) | 0-0 DQ   | 4:52     | Tomas Johansson (SWE)  |          |          |
|                | Hassan El-Hadad (EGY)  | 0-4 TF   | 4:22     | Tomas Johansson (SWE)  |          |          |
|                | Hassan El-Hadad (EGY)  | 0-3 P1   | 3:19     | Victor Dolipschi (ROU) |          |          |

| Brottare               | L | ER | CP | Sista |
| ---------------------- | - | -- | -- | ----- |
| Tomas Johansson (SWE)  | 1 | -  | 4  | 4     |
| Victor Dolipschi (ROU) | 1 | -  | 4  | 3     |
| Hassan El-Hadad (EGY)  | 1 | -  | 3  | 0     |
| Antonio La Penna (ITA) | 2 | 2  | 1  |       |

### Slutkamper
|                           | CP        | TP        |                        |           |
| 5:e plats                 | 5:e plats | 5:e plats | 5:e plats              | 5:e plats |
| ------------------------- | --------- | --------- | ---------------------- | --------- |
| Panayotis Pikilidis (GRE) | 3-1 PP    | 7-3       | Hassan El-Hadad (EGY)  |           |
| Bronsmatch                |           |           |                        |           |
| Refik Memišević (YUG)     | 4-0 P1    | 4:16      | Victor Dolipschi (ROU) |           |
| Final                     |           |           |                        |           |
| Jeff Blatnick (USA)       | 3-0 PO    | 2-0       | Tomas Johansson* (SWE) |           |

DSQ:  Tomas Johansson (SWE)*
* Diskvalificerades till följd av positivt test av Methenolone.